# Hermundurer

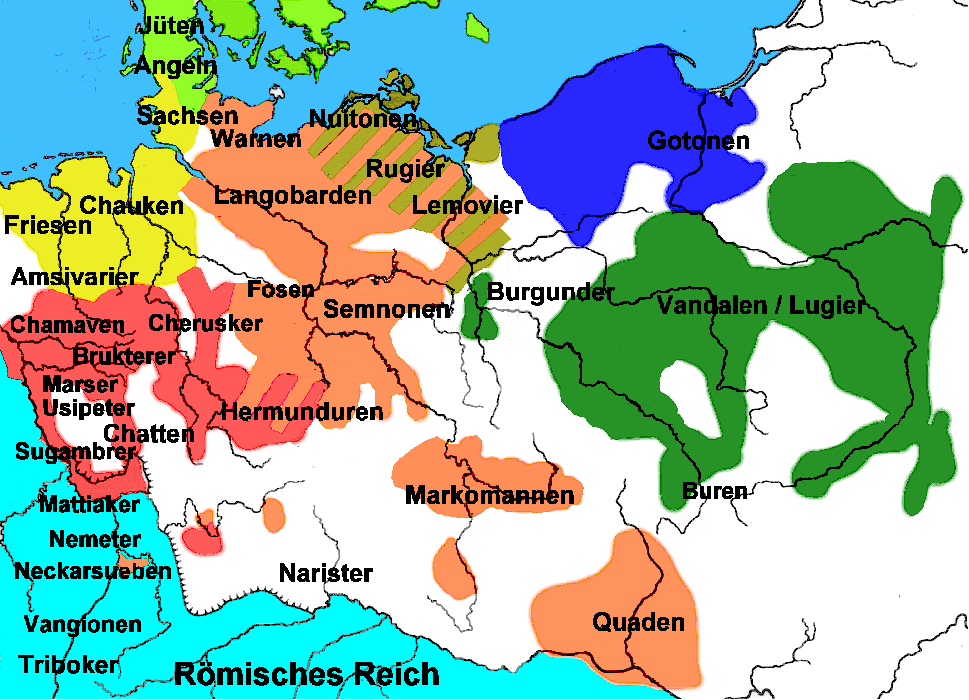
Karta över germanska stammar

Hermundurer var en germansk folkstam som hörde till den herminonska och svebiska folkgruppen. Hermundurerna bodde i området vid Hercynska skogen vid mellersta Elbe. Enligt Tacitus var de romarvänliga, och var därför den enda germanstammen i själva Germanien som fick vistas och bedriva handel på romerskt område. När deras "släktingar" markomannerna under Marbod grundade ett kungarike och germanförbund strax före Kristu födelse var hermundurerna en av de folkstammar som anslöt sig. Efter de germanska inbördeskrigen och när romarna intagit Decumatien fick hermundurerna åter bedriva handel med romarna. Hermundurena nämns även bland de folk som deltog i markomannerkriget som startade år 169 e.Kr. men stoppades av kejsar Marcus Aurelius.
Efter den romerska freden slog hermundurerna ihop sig med flera andra folk som fick namnet thyringar som bosatt sig norr om Hercynska skogen i landskapet Thyringen (Thüringen) som fortfarande bär deras namn.